# Sidoharjo (Tanjunganom)
Sidoharjo is een bestuurslaag in het regentschap Nganjuk van de provincie Oost-Java, Indonesië. Sidoharjo telt 8541 inwoners (volkstelling 2010).